# Ouvidor (Espanha)
Oidor (ouvidor em português) é o termo castelhano para juiz membro da Real Audiência, originalmente tribunais do Reino de Castela, que se tornou o maior dos órgãos de justiça no âmbito do Império Espanhol. O termo vem do verbo oír, "ouvir", referindo-se a obrigação do juiz de ouvir as partes de um processo judicial, particularmente durante a fase de fundamentos.

## Origem
As Cortes de Alcalá de 1348 pediram que o rei Henrique II de Castela comparecesse, pelo menos, uma ou duas vezes por semana nas audiências, juntamente com seus assessores, pois de acordo com o Tribunal de Castela, ele era obrigado a estar sempre presente. As Cortes também pediram ao rei que delegasse alguns de seus poderes aos seus conselheiros, de modo que "pudessem julgar em seu nome."  Os documentos das Cortes de Alcalá começaram a se referir a esses delegados como oidores e a nova instituição que eles formaram como audiencia. Ao analisar os casos, os oidores baseavam-se em relatórios preparados pelos advogados do Tribunal de Justiça conhecidos como relatores.

## América espanhola e Filipinas
Quando a Coroa de Castela viu a rápida expansão do seu território pela metade do mundo durante a Colonização espanhola da América e Filipinas, foi forçada a conceder mais poderes para os oidores que estavam em suas colônias, já que na metrópole (Espanha) estas funções estavam sujeitas a outros funcionários. Assim, os oidores das audiências nas colônias atuavam não apenas como juízes da audiência, mas também como magistrados fiscalizando as vendas de indulgências indulgência da Santa Crociata (juez de la Santa Cruzada), hipotecas e aluguéis (juez de censos), e da separação judicial (oidor juez de casados). Nas audiências em que os juízes criminais (alcaldes del crimen) formavam um grupo separado, como na Cidade do México e em Lima, era fácil para uma pessoa servir tanto como oidor como alcalde del crimen. Além disso, após a morte ou invalidez de um governador ou vice-rei, o oidor mais antigo (oidor decano) ou a audiência inteira poderia tomar seu lugar, dependendo das leis locais.

## Disputas matrimoniais
O oidor de casados era um tipo especial de juiz que surgiu para lidar com a separação de fato de muitos casais durante a colonização do Novo Mundo, e pelo fato de que muitos homens casados abandonavam suas esposas ao deixar a Espanha e mantinham relações informais com mulheres indígenas ou europeias. Para lidar com isso, a Coroa sentiu que era necessário criar este cargo para obrigar, por meio de coerção legal, a reconciliação do casal. Um exemplo prático da aplicação foi o caso de Pedro de Valdivia. A Audiência de Lima, sob a direção do presidente (e vice-rei em exercício), Pedro de La Gasca, forçou Valdivia a repudiar a sua amante, Inés de Suárez, e trazer sua esposa, Marina Ortíz de Gaete para o Chile. Com o tempo, os poderes do oidor de casados evoluíram para cobrir todos os tipos de processos entre um casal.

## Juízes eclesiásticos
Devido ao uso generalizado da palavra oidor, o termo também foi aplicado aos clérigos que serviam como juízes nos Tribunal eclesiásticos, embora eles não tivessem nada a ver com as audiencias.